# 김희제
김희제(金希磾, ? ~ 1227년)는, 고려 후기의 무신이다. 

## 생애
《고려사》에는 군산도(群山島, 지금의 전라북도 군산시) 사람으로 그 선조가 상선(商船)을 따라 개경에 와서 살다가 개경을 본적으로 살게 되었다고 적고 있다.
김희제는 처음에 감목직(監牧直)으로 산원(散員)에 보임되었으며 여러 차례 옮겨 충청도안찰사(忠淸道按察使)가 되었고, 청망(淸望)이 있어 장군(將軍)으로 옮겼다. 또한 그는 상장군(上將軍) 노지정(盧之正), 대장군(大將軍) 금휘(琴輝) 등과 함께 당시 무신정권의 집정 최이(최우)의 측근이기도 하였다.
당시 고려는 거란족의 침공을 진압하는 과정에서 원병을 보내 진압을 도운 몽골과 처음으로 수교하였는데, 양국은 강동성 전투가 끝난 직후 맺은 조약을 통해 고려에서 매년 일정한 물자를 몽골 측에 공급할 것, 그리고 몽골의 사신은 해마다 한 차례씩 고려에 파견할 것을 약정하였으나, 몽골 사신은 약속과는 달리 한 해에도 여러 차례 고려를 찾아와 온갖 물자를 요구하였으며, 고려 국왕의 면전에서 횡포를 부리거나 접대하는 사신에게 패악을 부리기도 하였다. 고려측은 한 해에도 몇 번이나 찾아와 물자를 요구하는 몽골 사신을 접대하느라 재정이 고갈될 지경이었다.
고종(高宗) 8년(1221년) 8월 몽골의 사신으로 고려에 온 저고여(著古與) 등은 고려측의 접대가 마음에 들지 않는다며 활을 쏘거나 접대를 맡은 고려 관리를 쏘는 등의 행패를 부렸고, 고려측 관리인 관반낭중(館伴郞中) 최공(崔珙) 등이 참다 못해 객관 문밖으로 도망쳐 몽골 사신이 나오지 못하게 객관 문을 아예 잠가 버리기까지 했다. 이때 김희제가 문을 열고 들어가 저고여를 달래 노기를 풀게 하였다고 한다. 저고여는 이후 고종 11년(1224년)에 다시 고려를 방문하였는데, 이듬해 1월 압록강을 넘어 귀국하는 길에 도적에게 피살당했다. 몽골측은 이를 고려가 저지른 짓이라며 일방적으로 고려와의 국교를 끊어 버렸고, 이는 제1차 몽골 침공의 복선이 되었다. 
저고여가 오고 한 달 뒤에 또 다시 동북면병마사(東北面兵馬使)를 통해 몽골의 사신 저가(這可) 등이 안변도호부 성 밖까지 왔다는 소식이 고려에 전해졌다. 최충헌의 뒤를 이어 막 무신정권의 집정이 된 최이(최우)는 이전에 온 사신도 접대할 겨를이 없는데, 하물며 뒤에 온 사신까지 마중할 수는 없다며 병마사로 하여금 적당히 접대하고 돌려 보내라고 명하였고 고종도 이를 따르려 했지만 신료들은 몽골의 사신을 제대로 예우하지 않으면 이를 빌미로 몽골이 고려로 쳐들어올 수 있다고 반대하였다. 신료들의 말대로 나흘 뒤 몽골군 병력 6, 7천 명이 파속로(婆速路) 석성(石城) 옆에 출몰해 진을 치는 것이 목격되었으며 이틀 뒤에 몽골의 사신 저가는 고려에 와서 예물을 독촉하였다. 이 과정에서 안변도호부의 관리가 저가의 화살에 맞아 중상을 입기도 했다.
고종은 김희제가 담략이 있고 시(詩)와 예(禮)를 알며 언변이 좋다 하여 유회사(類會使)로 삼아 보냈다. 저가 등은 김희제에게 예전 안지녀 대왕(安只女大王)이 사신을 보냈는데 고려가 이를 잘 접대하지 않았다고 따져 묻자 김희제는 저가가 안변도호부에서 고려측 인사 한 명을 활로 쏘아 생사를 아직 알 수 없는 상황이라며 살아난다면 다행이지만 죽는다면 이 문제에 대해 책임을 물어 구금할 것이라고 대답했다. 이때 저가 등은 무릎을 꿇고 부끄러워하였으며, 김희제의 처분을 모두 들어주었다. 또 10월에 몽골의 사신 코스부카(喜速不花) 등을 맞아 대관전(大觀殿)에서 연회를 베풀 때에는 왕이 참석한 자리에서 코스부카 등이 활과 화살을 차고 대관전에 오르려는 것을 김희제가 나서서 말리며 활과 화살을 풀게 하기도 하였다. 이후 김희제는 서북면으로 나아가 의주분도장군(義州分道將軍)이 되었다.
고종 10년(1223년) 5월 금의 원수(元帥) 우가하(亏可下)가 마산(馬山)에 군사를 주둔시키고 몰래 고려의 의주(義州)·정주(靜州)·인주(麟州) 3주를 노략질하였다. 김희제는 이들을 진압할 것을 조정에 주청하였으나 당시 최이가 집정하고 있던 개경의 고려 조정은 이에 대한 대답을 하지 않았고, 이에 김희제는 자신의 편의로 갑사(甲士) 100인으로 우가하의 진영을 급습하여 세 명을 생포하고 군수품 수송선 22척을 빼앗아 돌아왔다.
서북면병마부사(西北面兵馬副使)로 있던 고종 13년(1226년) 1월, 우가하가 자신의 군사들을 몽골군으로 변장시키고 의주·정주로 쳐들어 오자, 판관(判官) 예부원외랑(禮部員外郞) 손습경(孫襲卿)과 감찰어사(監察御史) 송국첨(宋國瞻)과 함께 우가하를 추토할 것을 결의하고 보병과 기병 1만여 명을 편성, 김희제는 중군(中軍), 손습경은 좌군(左軍), 송국첨은 우군(右軍)을 지휘하여 20일 분량의 군량을 지고 가서 석성(石城)을 쳤다. 우가하가 원군으로 보낸 군사들을 상대로 분격하여 적을 대패시키고 70여 급을 참하였다. 결국 공격을 견디지 못하는 석성의 성주는 군사를 거느리고 나와 항복하고 포위를 풀어줄 것을 빌었다. 김희제는 우가하가 지은 배은(背恩)의 죄를 들어 말하고 돌아왔다. 자포강(紫布江)에 이르렀을 때 얼음이 이미 녹아 건널 수가 없었으나, 이날 밤에 얼음이 얼어 이내 강을 건널 수 있었다고 한다.
《고려사》에는 김희제가 이때 석성으로 출병하면서 몰래 무신집권자 최이(崔怡)에게 글을 보내 이를 알려 두었고, 김희제가 돌아왔을 때 유사(有司)에서 김희제가 마음대로 군사를 일으켰다며 탄핵하려 하였으나 최이도 미리 알고 있었다는 말을 듣고는 결국 중지하였다. 다만 논공행상은 따로 행하지 않았다.
이듬해인 고종 14년(1227년) 3월 전라도순문사(全羅道巡問使)가 되었는데 최이를 해하려 했다는 무고를 당해 부임지 나주의 경계에서 체포되었고 바다에 뛰어들어 죽었다.
《고려사》에 따르면, 최이가 병이 들었을 때 김희제는 최이의 병을 걱정하고 승려 주연지(周演之)에게 가서 최이의 병이 나을 수 있을지를 점을 쳤던 적이 있었다. 주연지는 개경에서 스스로 술법을 알고 점을 칠 줄 안다며 사람들을 불러 모았고 최이에게도 접근하였는데, 최이에게 "지금의 임금은 자리를 잃을 상이지만 당신은 왕후가 될 것"이라고 하였고, 최이는 이를 김희제에게 말하였는데, 김희제가 주연지를 찾아가 정말 최이에게 그런 말을 한 것이 사실이냐고 물었다. 주연지는 놀라서 최이를 찾아가 전에 자신이 했던 이야기를 누설하면 화를 당할 것이라고 하였는데, 최이는 이에 주연지가 자신을 모욕하였다고 화를 냈다. 이때 누군가가 최이에게, 예전 최이가 병이 들었을 때 상장군 노지정과 대장군 금휘, 김희제가 주연지의 집에 모여서 최이를 죽이고 앞서 최이에 의해 폐위된 희종(熙宗)을 복위할 것을 모의하였다고 무고하였던 것이다. 
최이는 이 말을 믿고 주연지를 남해(南海)로, 노지정과 금휘도 각각 여러 주(州)로 유배보냈는데, 주연지의 집을 몰수할 때 희종과 주연지가 주고받은 편지가 발견되자 최이는 곧 장군 조시저 등을 보내 희종을 강화로 옮겼다가 조금 뒤에 다시 교동으로 옮겼고, 주연지는 바다에 던져 죽이고 그 친지들도 몰살시켰으며, 노지정과 금휘, 김희제 및 중랑장(中郞將) 아윤위(牙允偉), 별장(別將) 신작정(申作楨) 등을 체포하여 모두 바다에 처넣고 그 처자와 형제들은 모두 먼곳으로 유배 보냈다.
체포하는 군사가 나주에 왔을 때 김희제는 그들을 보면서 두려워하는 기색 없이 한 마디 하고 죽게 해 달라고 하고는 "청하(淸河) 백 번 따라주신 은혜 갚으려고/동서남북 이 한 몸 모두 잊었었네/어찌하여 하루아침에 하늘에 버림받아/자맥(紫陌) 사람이 벽해(碧海) 사람 되었을꼬"(欲報淸河百注恩/東西南北摠忘身/奈何一旦逢天厭/紫陌人爲碧海人)라는 절명시를 읊고는 스스로 바다에 몸을 던졌다. 김희제의 아들인 김홍기(金弘己) 등 세 사람도 모두 바다에 던져져 죽임을 당하였다.

## 평가
김희제는 풍모와 용의가 아름다웠고 지용(智勇)이 있었으며 경서와 사서에 통달하였고, 담략이 있고 시(詩)와 예(禮)를 알며 언변이 좋다는 평이 있었다.

## 일화
《고려사》에는 1221년 12월 김희제가 동진(東眞) 사신의 관반(館伴)이 되었을 때 동진의 사신이 "동군(東君, 봄의 신령)이 처음으로 따뜻함을 알리네."(東君初報暖)라는 시구를 읊자 김희제가 그 자리에서 "북제(北帝, 겨울의 신령)은 이미 추위를 거두었도다."(北帝已收寒)라는 시구로 화답하였다. 동진 사신이 무슨 뜻이냐고 묻자 김희제는 "그대가 춘의(春意)로 창하기에 나 또한 춘사(春事)로 화답하였다."라고 대답했고, 사신은 감탄하며 더 묻지 않았다고 한다.
《고려사》 및 《동문선》에는 고종 13년(1226년) 김희제가 압록강을 건너 석성의 우가하 세력을 추토하고 돌아와 청로진(淸虜鎭)을 지나면서 손습경과 송국첨과 함께 화답하여 지었다는 칠언고시 한 수가 실려 있다. 
| 청로진(過淸虜鎭) |                                               |
| 將軍杖鉞未雪恥   | 장군은 도끼를 짚고도 부끄러움을 씻지 못했거니 |
| 將何面目朝天闕   | 장차 무슨 면목으로 천궐에 조회하랴            |
| 一奮靑蛇指馬山   | 한 번 푸른 뱀(칼)을 휘둘러 마산을 가리키매    |
| 胡軍勢欲皆顚蹶   | 오랑캐의 군사 세력은 모두 거꾸러지려 하였다   |
| 虎賁騰拏涉五江   | 용사(勇士)이 날고 뛰어 다섯 강을 건너매       |
| 城郭爛爲煨燼末   | 성곽은 모두 타서 잿가루가 되었다              |
| 臨杯已暢丈夫心   | 잔을 들어 대장부의 마음은 이미 풀었지만       |
| 反面無由愧汗發   | 돌아갈 면목 없으매 부끄러워 땀 흐르네.        |

## 가족
김희제에게는 김홍기(金弘己) 등 세 아들이 있었으며, 김홍기는 상장군(上將軍) 조염경(趙廉卿)의 딸에게 장가들었다. 김희제의 딸은 판추밀(判樞密) 정통보(鄭通輔)의 아들 정상(鄭相)에게 시집갔다.

## 김희제가 등장하는 작품
- 2012년 MBC 드라마《무신》 - 윤영준 분

### 해설
1. ↑  기존 중국 왕조의 대외 관계에서는 군주를 정점으로 하는 일원적인 위계 질서 체계를 가지는 관리 조직이 그 상하 계통에 따라서만 사신을 파견할 수 있다는 것이 보편적 원칙이었으나, 몽골 제국은 대칸(황제)뿐 아니라 제왕(諸王), 중서성(中書省), 행성(行省) 모두가 각각의 명의로 사신을 파견하여 물자를 거두고 경제적인 사여를 행할 수 있었기에 단일한 계통으로 구성된 세력이 아니라 여러 부족, 여러 가문의 세력이 공동의 목표 하
에 느슨하게 결속된 대오를 이루고 있으면서 각기 자신들의 이해관계를 관철시키고자 앞다투어 고려에 사신을 파견해 각각 공물을 요구하는 상황이 연출되었고, 이는 이제껏 단일한 주체와의 사신 왕래에 익숙했던 고려로서는 당황스러울 수밖에 없었다.[3]